# Минами, Канан
Канан Минами (яп. 水波 風南 Минами Канан, род. 12 ноября 1979 года в префектуре Сайтама) — японская художница, мангака, рисующая сёдзё-манги. Получила известность благодаря манге «Honey x Honey Drops», которая была переведена на несколько языков и экранизирована.
Манга «Kyou, Koi wo Hajimemasu» является бестселлером, регулярно появляется в чартах Tohan. Канан Минами в основном сотрудничает с журналом «Shōjo Comic». 
В 2011 году в журнале «Nikkei Entertainment» был опубликован рейтинг наиболее коммерчески успешных мангак современности. Минами заняла в рейтинге 24  место.

## Работы

#### Автор манги
- 17-sai Hajimete no H (2001)
- Kakene Nashi no Love Torihiki (2001)
- Chain of Pearls (2002)
- Perfect Partner (2002)
- Shinju no Kusari (2002)
- Renai Shijo Shugi (2003)
- Honey x Honey Drops (Mitsu x Mitsu Drops) (2004)
- Shiiku Hime (2004)
- Rhapsody in Heaven (2006)
- Kyo, Koi o Hajimemasu (2008)
- Geki Ai Motto Motometai
- Shite Wagamama H

#### Автор оригинала для анимационного фильма
- Honey x Honey Drops (Mitsu x Mitsu Drops) (2006)
- Kyō, Koi o Hajimemasu (2010)
- Сегодня начнётся наша любовь (Today will start our love) (2010)

#### Сценарий/идея для фильма
- Сегодня начнётся наша любовь (Today will start our love) (2012)